# Lessie Sachs
Lessie Sachs (geb. 1896 in Breslau als Valeska Luise Sachs; gest. 28. Januar 1942) war eine deutsche Autorin.

## Leben
Als Kind einer Familie jüdischer Herkunft – der Vater war Arzt und habilitierter Psychiater – studierte Lessie Sachs nach dem Abschluss der Schule zunächst an der Breslauer Akademie für Kunst und Kunstgewerbe. Im Herbst 1917 ging sie nach München, wo sie an einer sogenannten „Damenakademie“ Mal- und Zeichenschule für Frauen studierte, da die Akademie der Bildenden Künste weibliche Studierende nicht aufnahm. 
Lessie Sachs war Teil der lebendigen Münchner Bohème. Sie wurde bekannt als Porträt- und als Seidenmalerin.

In München erlebte sie die kurze Phase der Räterevolution und trat im Februar 1919 – „angespornt durch das mit ihr befreundete Künstlerpaar Mia und Eugen Esslinger“ – der gerade gegründeten Kommunistischen Partei Deutschlands bei. Sie wurde dritte Schriftführerin in deren Schwabinger Sektion. Im Umfeld der kommunistischen Partei lernte sie den Autor Otto Urbas, Mitbegründer der Münchner KPD, kennen, mit dem sie sich verlobte. 

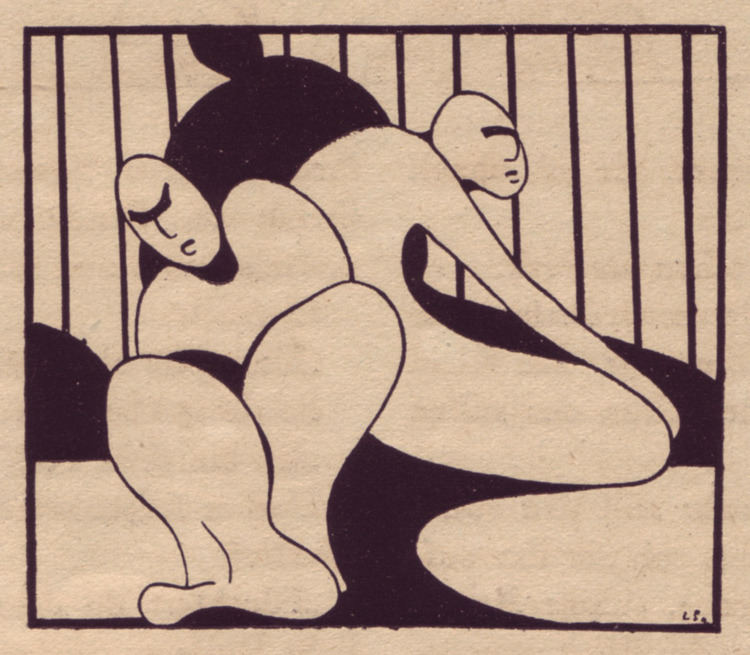
Zeichnung von Lessie Sachs veröffentlicht in Der Orchideengarten, 1919.

 Nachdem sie in der zweiten Räterepublik deren Gegnern aufgefallen war, wurde sie nach der Niederschlagung zu achtzehn Monaten Haft im Gefängnis verurteilt. Es folgte eine polizeiliche strenge Überwachung, sie erzwang die Abkehr von der Politik, „erstickte jedoch nicht ihren latenten Protest gegen Rollenzuweisungen und Autoritäten“. Im September 1920 trat sie die Haft im Strafgefängnis Breslau XII an, sechs Monate später wurde Sachs wegen guter Führung entlassen.
1928 starb ihr Vater; in dieser Zeit fing sie an, ihre ersten witzigen Gedichte für Freunde zu schreiben, die – lässig und pointiert – ganz dem Zeitgeschmack entsprachen. Sie publizierte dann sporadisch in bekannten Medien des bürgerlichen Feuilletons der Weimarer Republik wie der Vossischen Zeitung und dem Simplicissimus. Zu ihrem Breslauer Freundeskreis gehörte der 13 Jahre jüngere Pianist und Komponist Josef Wagner. Sie arbeitete eng mit ihm zusammen. Die beiden heirateten am 3. März 1933, also kurz nach dem Machtantritt der NSDAP und ihrer deutschnationalen Bündnispartner. 
Unter den Bedingungen eines Lebens im NS-Staat traf das Paar die Entscheidung zur Flucht aus Deutschland. Im August 1937 reiste das Ehepaar mit ihrer 1934 geborenen Tochter Dorothee in die USA aus. Zunächst landeten sie in St. Louis, Missouri. Ab Februar 1938 lebten sie in New York unter ärmlichen Verhältnissen. Lessie Sachs erkrankte an Krebs und starb 1942, ihr Mann Josef Wagner folgte ihr fünf Jahre später.
1944 erschien posthum ein von ihrem Mann und befreundeten Schriftstellern zusammengestellter Band mit „Tag- und Nachtgedichten“. Er hatte ein Vorwort von Heinrich Mann, Oskar Maria Graf besprach ihn: „Sie bewältigt mit ihrer wirklichen Begabung oft die gleichgültigsten Erscheinungen. Nur selten wird sie manieriert, meistens bleibt sie einfach und echt. In ihren Taggedichten finden sich freilich oft Wendungen, die an Erich Kästner gemahnen, stets aber herrscht jener zartsinnige Geschmack vor, den man bei tief melancholischen Menschen antrifft.“
2019 erschienen ihre Gedichte und ihre Kurzprosa unter dem Titel Das launische Gehirn im AvivA Verlag.